# Hollywood, Florida
Hollywood là một thành phố thuộc quận Brevard trong bang Florida, Hoa Kỳ. Thành phố có tổng diện tích 79,8  km², trong đó diện tích đất là 70,8  km². Theo điều tra dân số Hoa Kỳ năm 2010, thành phố có dân số 140.768 người.